# Nivå Bugt Strandenge
Nivå Bugt Strandenge er et 20 hektar stort fuglereservat der ligger syd for byen Nivå ud til Nivå Bugt.
Reservatet er en del af den 302 hektar store Nivå Ådal-fredning hvis ældste dele blev iværksat i 1950. Siden 2008 har Fugleværnsfonden forvaltet strandengene efter aftale med Fonden Den Hageske Stiftelse, der ejer engene .
Naturområdet langs kysten består af strandenge, vandhuller, rørskov og å. Området er det eneste på den danske del af Øresundskysten, hvor vadefugle og andre vandfugle har mulighed for at raste og fouragerer. Naturreservatet er derfor en del af del af en betydningsfuld fuglelokalitet, og gennem årene er der observeret mere end 200 fuglearter.
I naturreservatet findes der informationstavle og reservatfoldere, et stisystem og et fugleobservationstårn.
Nivå Bugt Strandenge har tilknyttet en gruppe af frivillige naturplejere, der arbejder for at gøre reservatet indbydende for såvel fugle som publikum. 
Åen Nivå løber ud i Nivå Bugt Strandenge.
Nivå Bugt Strandenge har givet navn til en digtsamling af forfatteren Caroline Albertine Minor.